# Rincón de Yerbabuena
Rincón de Yerbabuena är en ort i Mexiko.   Den ligger i kommunen Ahualulco och delstaten San Luis Potosí, i den centrala delen av landet, 400 km nordväst om huvudstaden Mexico City. Rincón de Yerbabuena ligger 2 086 meter över havet och antalet invånare är 221.
Terrängen runt Rincón de Yerbabuena är kuperad. Runt Rincón de Yerbabuena är det ganska tätbefolkat, med 129 invånare per kvadratkilometer. Närmaste större samhälle är Ahualulco, 11,4 km söder om Rincón de Yerbabuena. Omgivningarna runt Rincón de Yerbabuena är i huvudsak ett öppet busklandskap.